# Nemzeti Bajnokság I 2018-19
La Nemzeti Bajnokság I 2018-19 fue la 117.ª temporada de la Primera División de Hungría. El nombre oficial de la liga es OTP Bank Liga por razones de patrocinio. La temporada comenzó el 21 de julio de 2018 y finalizara el 19 de mayo de 2019. El club Videoton FC (ahora llamado MOL Vidi FC) de la ciudad de Székesfehérvár es el campeón defensor.
Los doce clubes en competencia disputaran tres ruedas con un total de 33 partidos disputados por club. Al final de la temporada, los dos últimos clasificados descienden y son sustituidos por el primero y segundo de la Nemzeti Bajnokság II, la segunda división de Hungría.

## Ascensos y descensos
Al término de la temporada 2017-18, fueron relegados el Balmazújváros y el Vasas Budapest, y ascendieron de la Nemzeti Bajnokság II el campeón MTK Budapest y el subcampeón Kisvárda FC.
| Pos. | Descendidos de la Nemzeti Bajnokság I 2017-18 |
| ---- | --------------------------------------------- |
| 11.º | Balmazújvárosi FC                             |
| 12.º | Vasas Budapest                                |

| Pos. | Ascendidos de la Nemzeti Bajnokság II 2017-18 |
| ---- | --------------------------------------------- |
| 1.º  | MTK Budapest                                  |
| 2.º  | Kisvárda FC                                   |

## Información de los equipos
- A continuación se muestra la lista de clubes que compiten en la Nemzeti Bajnokság I 2018-19, con su ubicación, estadio y capacidad del estadio.
| Club                 | Ciudad                 | Estadio                  | Capacidad | Referencias |
| -------------------- | ---------------------- | ------------------------ | --------- | ----------- |
| Budapest Honvéd      | Budapest (Kispest)     | Bozsik Stadion           | 10,000    | [ 2 ]       |
| Debrecen             | Debrecen               | Nagyerdei Stadion        | 20,340    | [ 3 ]       |
| Diósgyőr             | Miskolc                | Diósgyőri Stadion        | 15,325    | [ 4 ]       |
| Ferencváros          | Budapest (Ferencváros) | Groupama Aréna           | 22,000    | [ 5 ]       |
| Kisvárda             | Kisvárda               | Várkerti Stadion         | 2,850     | [ 6 ]       |
| Mezőkövesd           | Mezőkövesd             | Városi Stadion           | 4,183     | [ 7 ]       |
| MOL Vidi             | Székesfehérvár         | MOL Aréna Sóstó          | 14,200    |             |
| MTK Budapest         | Budapest (Józsefváros) | Hidegkuti Nándor Stadion | 5,322     | [ 8 ] [ 9 ] |
| Paks                 | Paks                   | Fehérvári úti Stadion    | 6,150     | [ 10 ]      |
| Puskás Akadémia      | Felcsút                | Pancho Aréna             | 3,816     | [ 11 ]      |
| Szombathelyi Haladás | Szombathely            | Haladás Sportkomplexum   | 9,859     |             |
| Újpest               | Budapest (Újpest)      | Szusza Ferenc Stadion    | 13,501    | [ 12 ]      |

| Budapest Honvéd   | Debrecen                 | Diósgyőr              | Ferencváros       | Kisvárda               | Mezőkövesd            |
| ----------------- | ------------------------ | --------------------- | ----------------- | ---------------------- | --------------------- |
| Bozsik Stadion    | Nagyerdei Stadion        | Diósgyőri Stadion     | Groupama Aréna    | Várkerti Stadion       | Városi-Stadion        |
| Capacidad: 10,000 | Capacidad: 20,340        | Capacidad: 15,325     | Capacidad: 22,000 | Capacidad: 2,850       | Capacidad: 4,183      |
|                   |                          |                       |                   |                        |                       |
| MOL Vidi          | MTK Budapest             | Paks                  | Puskás Akadémia   | Szombathelyi Haladás   | Újpest                |
| MOL Aréna Sóstó   | Hidegkuti Nándor Stadion | Fehérvári úti Stadion | Pancho Aréna      | Haladás Sportkomplexum | Szusza Ferenc Stadion |
| Capacidad: 14,200 | Capacidad: 5,322         | Capacidad: 6,150      | Capacidad: 3,816  | Capacidad: 9,859       | Capacidad: 13,501     |
|                   |                          |                       |                   |                        |                       |

## Tabla de posiciones
- Actualización final el 19 de mayo de 2019.[13]

| Pos. | Equipo               | Pts. | PJ | G  | E  | P  | GF | GC | Dif. | Clasificación o descenso                                                  |
| ---- | -------------------- | ---- | -- | -- | -- | -- | -- | -- | ---- | ------------------------------------------------------------------------- |
| 1    | Ferencváros (C)      | 74   | 33 | 23 | 5  | 5  | 72 | 27 | +45  | Clasifica a Liga de Campeones de la UEFA 2019-20                          |
| 2    | MOL Vidi             | 61   | 33 | 18 | 7  | 8  | 53 | 37 | +16  | Clasifica a primera fase clasificatoria de Liga Europa de la UEFA 2019-20 |
| 3    | Debrecen             | 51   | 33 | 14 | 9  | 10 | 44 | 39 | +5   | Clasifica a primera fase clasificatoria de Liga Europa de la UEFA 2019-20 |
| 4    | Budapest Honvéd      | 49   | 33 | 13 | 10 | 10 | 46 | 38 | +8   | Clasifica a primera fase clasificatoria de Liga Europa de la UEFA 2019-20 |
| 5    | Újpest               | 48   | 33 | 12 | 12 | 9  | 38 | 28 | +10  |                                                                           |
| 6    | Mezőkövesd           | 44   | 33 | 12 | 8  | 13 | 45 | 40 | +5   |                                                                           |
| 7    | Puskás Akadémia      | 40   | 33 | 11 | 7  | 15 | 36 | 45 | −9   |                                                                           |
| 8    | Paks                 | 39   | 33 | 9  | 12 | 12 | 33 | 46 | −13  |                                                                           |
| 9    | Kisvárda             | 38   | 33 | 10 | 8  | 15 | 36 | 48 | −12  |                                                                           |
| 10   | Diósgyőr             | 38   | 33 | 10 | 8  | 15 | 36 | 57 | −21  |                                                                           |
| 11   | MTK Budapest         | 34   | 33 | 10 | 4  | 19 | 42 | 56 | −14  | Descenso a la Nemzeti Bajnokság II                                        |
| 12   | Szombathelyi Haladás | 30   | 33 | 8  | 6  | 19 | 31 | 51 | −20  | Descenso a la Nemzeti Bajnokság II                                        |

 Fuente: Hungarian Football Federation (en húngaro), Soccerway
Criterios de clasificación: 1) Puntos; 2) puntos entre sí; 3) diferencia de goles; 4) Goles marcados.

## Resultados

### Fechas 1–22
| Local \ Visitante | DEB | DIO | FER | HAL | HON | KIS | MEZ | MTK | PAK | PUS | UJP | VID |
| ----------------- | --- | --- | --- | --- | --- | --- | --- | --- | --- | --- | --- | --- |
| Debrecen          | —   | 2–0 | 2–1 | 1–1 | 2–0 | 3–1 | 1–1 | 3–3 | 2–1 | 2–1 | 0–0 | 0–1 |
| Diósgyőr          | 1–0 | —   | 1–4 | 1–0 | 2–1 | 1–1 | 1–1 | 3–2 | 0–0 | 2–2 | 1–2 | 0–1 |
| Ferencváros       | 2–2 | 4–1 | —   | 3–1 | 1–0 | 2–0 | 3–2 | 2–0 | 1–1 | 4–0 | 1–0 | 2–2 |
| Haladás           | 0–2 | 1–1 | 1–0 | —   | 0–1 | 0–1 | 1–2 | 1–2 | 1–2 | 2–1 | 2–2 | 0–2 |
| Honvéd            | 3–0 | 1–0 | 0–1 | 3–2 | —   | 4–0 | 1–1 | 2–1 | 1–0 | 2–1 | 2–2 | 0–3 |
| Kisvárda          | 3–0 | 1–1 | 0–2 | 4–1 | 0–3 | —   | 1–2 | 1–0 | 0–0 | 1–0 | 1–4 | 2–2 |
| Mezőkövesd        | 2–2 | 4–2 | 0–1 | 2–0 | 0–1 | 2–2 | —   | 2–3 | 3–1 | 2–0 | 0–0 | 1–0 |
| MTK               | 0–1 | 1–0 | 1–4 | 4–0 | 1–1 | 0–1 | 2–2 | —   | 1–2 | 3–2 | 1–0 | 1–3 |
| Paks              | 2–1 | 1–2 | 0–3 | 1–1 | 0–0 | 4–1 | 2–1 | 3–0 | —   | 3–2 | 1–1 | 0–4 |
| Puskás Akadémia   | 0–1 | 2–1 | 1–0 | 2–0 | 1–0 | 1–1 | 2–0 | 1–2 | 1–1 | —   | 0–1 | 2–1 |
| Újpest            | 1–0 | 5–0 | 0–1 | 2–0 | 0–0 | 1–0 | 1–1 | 0–2 | 1–1 | 2–0 | —   | 2–0 |
| Vidi              | 1–1 | 1–2 | 2–1 | 1–0 | 2–0 | 4–0 | 3–1 | 0–3 | 1–1 | 0–3 | 1–0 | —   |

### Fechas 23–33
| Local \ Visitante | DEB | DIO | FER | HAL | HON | KIS | MEZ | MTK | PAK | PUS | UJP | VID |
| ----------------- | --- | --- | --- | --- | --- | --- | --- | --- | --- | --- | --- | --- |
| Debrecen          | —   | 1–0 | —   | 2–1 | —   | 1–3 | 1–0 | 3–1 |     | —   | —   | —   |
| Diósgyőr          |     | —   |     | 0–1 |     |     |     |     | 1–0 | 1–0 |     | 2–1 |
| Ferencváros       | 2–1 | 7–0 | —   | 2–0 | —   | —   | —   | —   | 3–0 | —   | 2–1 | 4–1 |
| Haladás           | —   | —   | —   | —   | —   | —   | —   | 1–0 | 1–1 | 3–0 | 3–2 |     |
| Honvéd            | 1–1 | 4–4 | 3–2 | 1–3 | —   | —   | —   | —   | 3–0 | —   | —   | 0–1 |
| Kisvárda          | —   | 1–1 | 0–1 | 1–2 | 1–1 | —   |     | —   | —   | —   | —   | —   |
| Mezőkövesd        | —   | 3–0 | 1–2 | 1–0 | 3–1 | —   | —   | —   | 2–0 | —   | —   | —   |
| MTK Budapest      | —   | 2–1 | 1–3 | —   |     | 0–1 | 0–1 | —   | —   | —   | —   | —   |
| Paks              | —   | —   | —   | —   | —   | 1–0 | —   | 1–0 | —   | 0–0 | 0–2 | 2–2 |
| Puskás Akadémia   | 2–0 | —   |     | —   | 2–2 | 0–4 | 1–0 | 3–2 | —   | —   | —   | —   |
| Újpest            | 1–1 | —   | —   | —   | 0–0 | 1–0 | 2–1 | 0–0 | —   | 0–1 | —   | —   |
| MOL Vidi          | 2–1 | —   | —   | —   | —   | 2–1 | 1–0 | 4–2 | —   | 1–1 | 2–1 | —   |

## Goleadores
- Actualización 19 de mayo de 2019.
| Rank | Jugador          | Club            | Goles |
| ---- | ---------------- | --------------- | ----- |
| 1    | Davide Lanzafame | Ferencváros     | 16    |
| 1    | Filip Holender   | Honvéd          | 16    |
| 3    | Josip Knežević   | Puskás Akadémia | 12    |
| 3    | Roland Varga     | Ferencváros     | 12    |
| 5    | Stefan Dražić    | Mezőkövesd      | 11    |
| 6    | Marko Šćepović   | MOL Vidi        | 10    |
| 7    | Danilo           | Honvéd          | 9     |
| 7    | János Hahn       | Paksi           | 9     |
| 7    | Zoltán Horváth   | Kisvárda        | 9     |
| 7    | Gábor Molnár     | Mezőkövesd      | 9     |
| 7    | Soma Novothny    | Újpest          | 9     |